# San Cristóbal de Segovia
San Cristóbal de Segovia ist eine Gemeinde in der spanischen Provinz Segovia. Sie liegt im Süden der Autonomen Region Kastilien und León, an der Nordwestabdachung der Sierra de Guadarrama. Sie hat 3.153 Einwohner (Stand: 2024). Zur Gemeinde gehören neben dem Hauptort San Cristóbal de Segovia die Ortschaften Montecorredores und El Terradillo sowie die Wüstung Aragoneses.
Die heutige Gemeinde wurde 1999 von der Nachbarkommune Palazuelos de Eresma abgespalten.

## Geographie
San Cristóbal de Segovia liegt etwa vier Kilometer östlich vom Stadtzentrum von Segovia in einer Höhe von ca. 1075 m. Der Río Eresma begrenzt die Gemeinde im Westen.
San Cristóbal de Segovia liegt innerhalb der Zone des kontinentalen mediterranen Klimas.

## Bevölkerungsentwicklung
| Jahr      | 2001 | 2011 | 2021 |
| Einwohner | 1751 | 2899 | 3102 |

## Sehenswürdigkeiten
- Marienkirche (Iglesia de Nuestra Señora del Rosario)
- Antoniuskapelle
- Reste einer romanischen Kirche

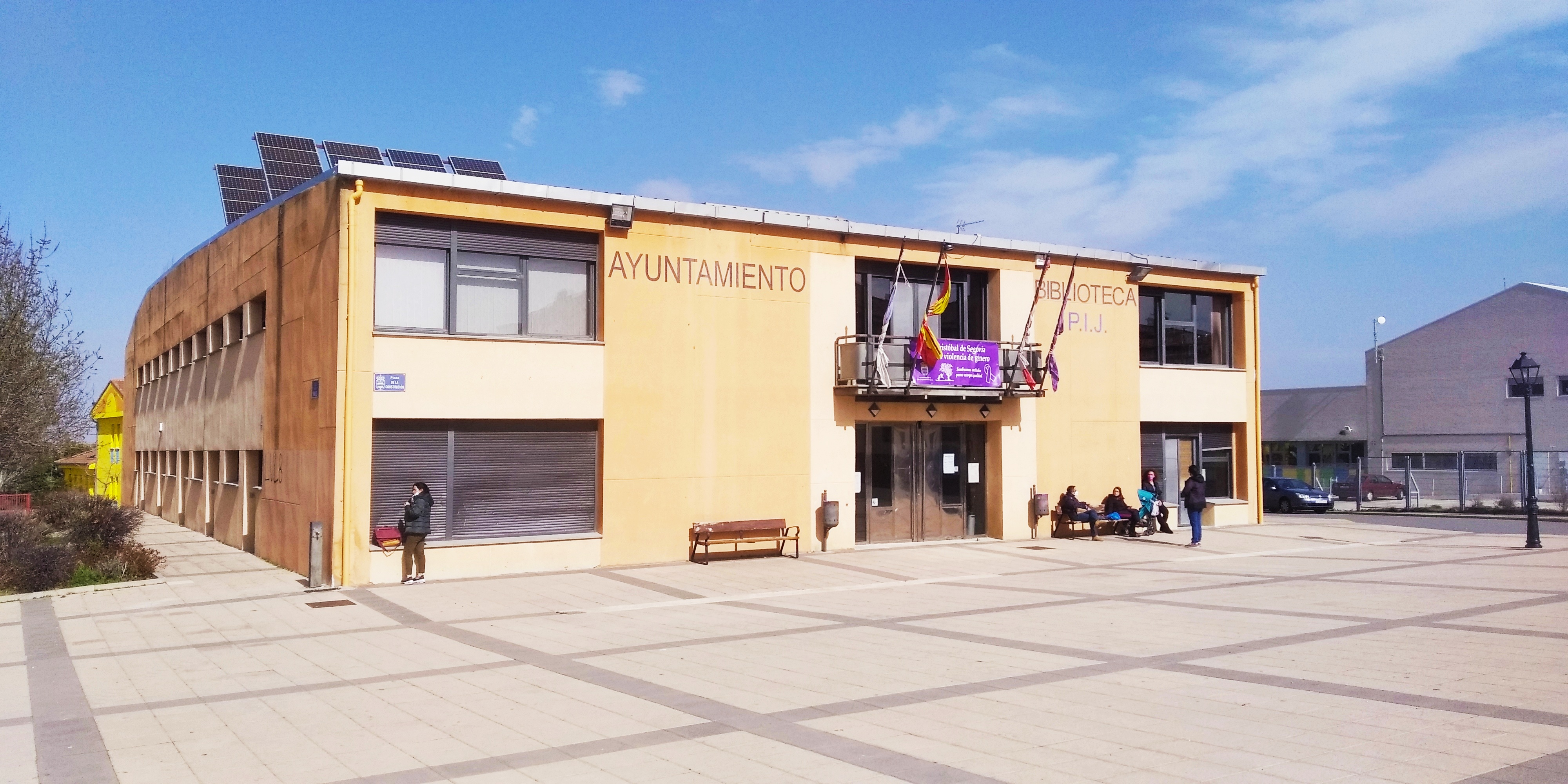
Rathaus